# Hungerford (stacja kolejowa)
Hungerford – stacja kolejowa w mieście Hungerford w hrabstwie Berkshire, na linii Reading - Plymouth. Stacja nie jest zelektryfikowana; pociągi pośpieszne nie zatrzymują się. Jest stacją końcową dla podmiejskich pociągów z Reading. W przeszłości stacja była przystankiem końcowym linii.

## Ruch pasażerski
Ze stacji korzysta ok. 185 880 pasażerów rocznie (dane za rok 2021/2022). Posiada bezpośrednie połączenia z Taunton, Reading i  Londynem. Pociągi odjeżdżają ze stacji w odstępach godzinnych w każdą stronę.

## Obsługa pasażerów
Przystanek autobusowy, telefon. Stacja dysponuje parkingiem samochodowym na 68 miejsc oraz parkingiem rowerowym na 24 miejsca. Odprawa podróżnych odbywa się w pociągu.